# 하종도
하종도(何宗道, 영어: Bruce Li, 1950년 6월 5일 ~ )은 홍콩의 영화배우이다.

## 출연 작품

### 영화
- 《이소룡과 쿵후 매니아》 (2001년)
- 《시네마 오브 벤젠스》 (1994년)
- 《브루스 리의 클론들》 (1980년)
- 《리얼 브루스 리》 (1979년)
- 《영춘절권》 (1978년)
- 《쾌권괴초》 (1978년)
- 《사망유희》 (1978년)
- 《용문비지》 (1976년)
- 《돌아온 이소룡》 (1976년)
- 《일대맹룡》 (1974년)